# Dziwne losy Jane Eyre
Dziwne losy Jane Eyre – powieść napisana przez Charlotte Brontë. Ukazała się po raz pierwszy w październiku 1847 roku w trzech tomach i okazała się wielkim wydawniczym sukcesem. Autorka wydała książkę pod pseudonimem Currer Bell; pod nazwiskiem Bell tworzyły również jej siostry.
Powieść pokazuje losy Jane Eyre (która jest narratorką powieści), osieroconej dziewczyny, którą wychowuje pani Sara Reed, żona jej wuja. Zarówno ciotka, jak i jej trójka dzieci nienawidzą dziewczynki. W wieku lat 10 Jane zostaje wysłana na naukę do Zakładu Lowood, gdzie spędza osiem lat; przez ostatnie dwa lata pozostaje w Zakładzie jako nauczycielka. Później postanawia opuścić szkołę i zamieszcza w prasie ogłoszenie, że poszukuje posady guwernantki. Otrzymuje posadę w posiadłości pana Edwarda Fairfaxa Rochestera; ma zostać nauczycielką Adèle − jak się okazuje później, córki dawnej kochanki pana domu. Po pewnym czasie Jane zostaje narzeczoną pana Rochestera. Planowany ślub nie dochodzi do skutku, gdyż okazuje się, że pierwsza żona pana Rochestera, Bertha Mason, nadal żyje - co więcej, mieszka właśnie w Thornfield Hall; jest obłąkana. Opiekuje się nią niejaka Grace Poole. Poznawszy prawdę, Jane opuszcza posiadłość. Po czterech dniach tułaczki, głodna i umęczona, trafia do drzwi rodzeństwa Riversów. St. John, Mary i Diana opiekują się nią; jak się później okaże, rodzeństwo to jest jedyną żyjącą rodziną Jane Eyre. Gdy St. John po kilku miesiącach proponuje Jane małżeństwo i wyjazd na misję do Indii, ta słyszy wołanie „Jane!, Jane!, Jane!”. Panna Eyre rozpoznaje głos ukochanego i postanawia wrócić do Thornfield Hall. Dowiaduje się jednak, że posiadłość została spalona; pożar wywołała obłąkana Bertha Mason, która następnie rzuciła się z dachu. Samego pana Rochestera podczas pożaru przygniotły belki, przez co stracił rękę i oślepł. Jane odnajduje pana Rochestera w jego drugiej posiadłości Feardean i poślubia go. W epilogu dowiadujemy się, że państwo Rochester mieli syna, a Edward częściowo odzyskał wzrok.
Bohaterowie powieści
- Jane Eyre
- Edward Fairfax Rochester
- Adele Varens
- Sara Reed
- John Reed
- Eliza Reed
- Georgiana Reed
- Bessie Lieven, z domu Lee
- Panna Maria Temple
- Alicja Fairfax
- Grace Poole
- Bertha Mason
- Richard Mason
- St. John Eyre Rivers
- Diana Rivers
- Mary Rivers
- Rosamunda Olivier
- Blanche Ingram
- Helen Burns

## Wątki autobiograficzne w powieści
Szkołę w Lowood, w której jako uczennica, a następnie jako nauczycielka przebywa Jane Eyre, wzorowała Charlotte na szkole w Cowan Bridge, w której przebywała przez krótki czas w dzieciństwie. Za pierwowzory Diany i Mary Rivers posłużyły pisarce jej siostry. Miłość Jane do żonatego mężczyzny również ma źródło w osobistych doświadczeniach autorki z czasów jej pobytu w Brukseli, gdzie zakochała się w swym nauczycielu, Constantinie Hégerze.

## Ekranizacje
- 1996: Jane Eyre, reżyseria Franco Zeffirelli, grają William Hurt (pan Rochester), Charlotte Gainsbourg (Jane), Elle Macpherson (Blanche Ingram), Joan Plowright (pani Fairfax), Anna Paquin (młoda Jane), Fiona Shaw (pani Reed) i Geraldine Chaplin (panna Scatcherd)
- 2006: Jane Eyre, miniserial, reżyseria Susanna White, grają Toby Stephens (Edward Fairfax Rochester), Ruth Wilson (Jane Eyre), Christina Cole (Blanche Ingram), Lorraine Ashbourne (pani Fairfax), Tara Fitzgerald (pani Reed)
- 2011: Jane Eyre, reżyseria Cary Fukunaga, grają Mia Wasikowska (Jane Eyre), Michael Fassbender (Rochester) i Judi Dench (pani Fairfax)